# Кумарино
Кумарино (на македонска литературна норма: Кумарино) е село в източния дял на община Велес, Северна Македония.

## География
Селото е разположено по поречието на река Отовица. Селото е разположено на надморска височина от около 340 м и е отдалечено на 9 км от административния град Велес. Землището на Кумарино е с големина 6,3 км2, от които обработваемите земи са 420 ха, а пасищата 196 ха. Жителите на селото се занимават със земеделие.

## История
В „Етнография на вилаетите Адрианопол, Монастир и Салоника“, издадена в Константинопол в 1878 година и отразяваща статистиката на населението от 1873 година, Комарино е посочено като село с 12 домакинства с 41 жители българи и 12 мюсюлмани.
Според статистиката на Васил Кънчов („Македония. Етнография и статистика“) от 1900 година Кумариново е населявано от 130 жители, от които 70 били българи, а 60 турци.
В началото на XX век цялото християнско население на Кумарино е под върховенството на Българската екзархия. По данни на секретаря на екзархията Димитър Мишев („La Macédoine et sa Population Chrétienne“) в 1905 година в селото има 80 българи екзархисти.
След Междусъюзническата война в 1913 година селото попада в Сърбия.
На етническата си карта от 1927 година Леонард Шулце Йена показва Кумарино (Kumarino) като българо-турско село.
Според преброяването от 2002 година селото има 74 жители.
| Националност | Всичко |
| македонци    | 73     |
| албанци      | 0      |
| турци        | 0      |
| роми         | 0      |
| власи        | 0      |
| сърби        | 1      |
| бошняци      | 0      |
| други        | 0      |